# Schwaigern
Schwaigern település Németországban, azon belül Baden-Württembergben. Lakosainak száma 11 726 fő (2023. december 31.). Schwaigern Gemmingen és Eppingen községekkel határos.

## Népesség
A település népessége az elmúlt években az alábbi módon változott:
| Lakosok száma | 8390 | 11 396 | 11 425 | 11 438 | 11 687 | 11 726 |
|               | 1975 | 2017   | 2019   | 2021   | 2022   | 2023   |